# Tenrikyo

Emblema da religião

A Tenrikyo (天理教, Tenrikyō) é uma religião monoteísta que originou-se a partir das revelações feitas a uma mulher japonesa chamada Miki Nakayama, cognominada de  Oyassama pelos seus seguidores. Segundo a doutrina da religião, Deus, conhecido por vários nomes, incluindo o de "Tenri-O-no-Mikoto", revelou-se ao mundo através de Oyassama, tomando esta como seu sacrário.
O ensinamento baseia-se nos três textos originais (Ofudessaki, Mikagura-uta e Osashizu) e na "vida modelo" (modelo de vida ensinado e vivido pela Oyassama), que pregam principalmente a vida plena de alegria e felicidade (Youkigurashi), na qual harmonizam-se Deus e os seres humanos.
A sede principal da religião está localizado onde anteriormente era a Vila Shoyashiki, atualmente parte da cidade de Tenri na prefeitura de Nara. O complexo do "Recinto de Reverência" principal se encontra em torno de Jiba, o local original da criação dos seres humanos. O líder religioso é chamado de Shimbashira (lit. Pilar Principal). A história do Tenrikyo é turbulenta, tendo sido estabelecida durante um tempo de grande mudança no Japão. Eventuais conexões modernas com o Xintoísmo podem ser explicados através do entendimento da perseguição pela qual os primeiros seguidores passaram.
A comunidade Tenrikyo incluia, segundo dados de 2016, 16 833 igrejas gerenciadas localmente no Japão. Estima-se que a religião tenha 2 000 000 de seguidores no Japão, 100 000 em Taiwan e mais de 4 milhões no mundo todo. Tenrikyo é classificado como um novo movimento religioso (shinshūkyō) na literatura popular, pois foi fundado no século XIX. É atualmente a maior religião que tem por fundadora uma mulher.

## Conceitos

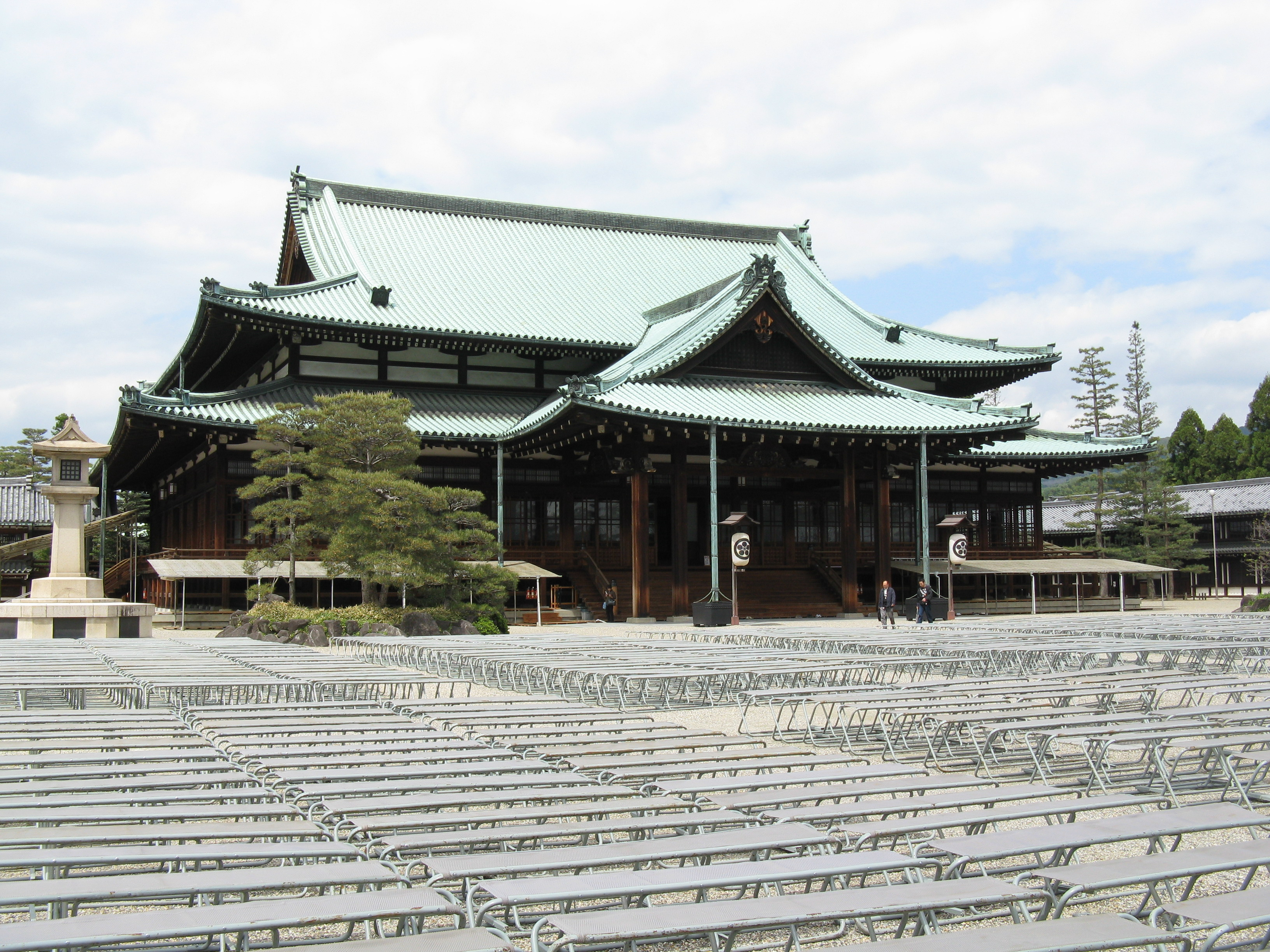
Recinto de Reverência da Tenrikyo no Japão.

A Tenrikyo é uma religião monoteísta que tem Tenri-Ô-no-Mikoto (lit. Senhor da Razão do Céu) como Deus, que é definido como o criador e parentes (pai e mãe) cuidadoso para com toda a humanidade. É chamado também de Oyagamissama (Deus-Parens). A reencarnação contínua é uma parte da religião, mas não um ponto central. Os ensinamentos principais incluem: Moto-no-Ri - A Razão da origem; Kashimono-Karimono (coisa emprestada e tomada emprestada) – o relacionamento natural entre o corpo humano e Deus; Hinokishin – Todo e qualquer ato surgido do sentimento de gratidão pelo corpo emprestado estar sendo vivificado pelo trabalho de Deus-Parens; Tanno (Satisfação Sincera) – uma atitude construtiva com relação a problemas, doenças e dificuldades; e Juzen-no-Shugo – Dez Providências, envolvidas na criação do mundo e dos seres humanos.
Na Tenrikyo há três níveis sucessivos de entendimento da natureza de Deus: o primeiro é Kami, que é Deus propriamente dito, o segundo é Tsukihi (lit. Lua Sol), Deus como o criador da natureza e das leis naturais, e por último Oya (Parens), que é Deus como o Pai e Mãe dos seres humanos. Estes termos referem-se a três níveis sucessivos de entendimento de um único Deus conforme eles crescem em maturidade espiritual. Muitas metáforas sobre construção e carpintaria são usadas nos ensinamentos da Tenrikyo, que propõem a construção de um mundo melhor e mais feliz num processo progressivo no qual as pessoas podem tomar pequenos passos na direção do progresso através do trabalho cooperativo.
Os ensinamentos da Tenrikyo, apesar de enfatizarem o trabalho em grupo, permitem um grau significativo de individualidade em meio aos seguidores - diferenças são vistas como complementares, e a organização geral é subdividida em muitos diferentes grupos com objetivos comuns mas focos diferentes. Estes objetivos diferem dependendo do Daikyokai (lit. Igreja-Mor), desde grupos de atendimento a vítimas de desastres naturais, pessoal médico em hospitais, universidades, um enorme museu, uma das maiores bibliotecas do Japão, várias escolas e muitos outros.
O Judô de Tenri é renomado como um estilo competitivo de Judô de sucesso que já produziu muitos campeões, como o único tri-campeão olímpico Tadahiro Nomura(JPN), e também há outros grupos de interesse em artes e esporte dentro da religião tenrikiana.

### Símbolos
- Yo (陽) é "positivo", o mesmo caractere do Yang no Yin e Yang chinês.
- Ki (氣) é "espírito" ou "energia", o mesmo caractere de Chi em chinês.
- Yusan (遊山) é "uma caminhada pelas montanhas e campos" (lit. excursão), implicando vida em meio à natureza.
- Gurashi (暮) é "vivência", implicando a vida num senso maior de dia a dia.

## Seguidores famosos
- Avram Davidson — escritor de ficção científica e estudioso do Talmude que se converteu.
- Masako Konishi — cantora japonesa de ópera
- Shozen Nakayama — 2º Shinbashira e Fundador da Universidade de Tenri
- Hirano Narazou — ex-gângster da yakuza, fundador da Igreja-Mor Koriyama
- Ayaka Hirahara — cantora pop japonesa J-pop
- Naoki Matsuyo — jogador de futebol japonês
- Ronnie Nyogetsu Reishin Seldin — famoso tocador de shakuhachi